# Serica calva
Serica calva är en skalbaggsart som beskrevs av Frey 1972. Serica calva ingår i släktet Serica och familjen Melolonthidae. Inga underarter finns listade i Catalogue of Life.